# Simias concolor
Simias concolor là một loài động vật có vú trong họ Cercopithecidae, bộ Linh trưởng. Loài này được Miller mô tả năm 1903.

## Hình ảnh

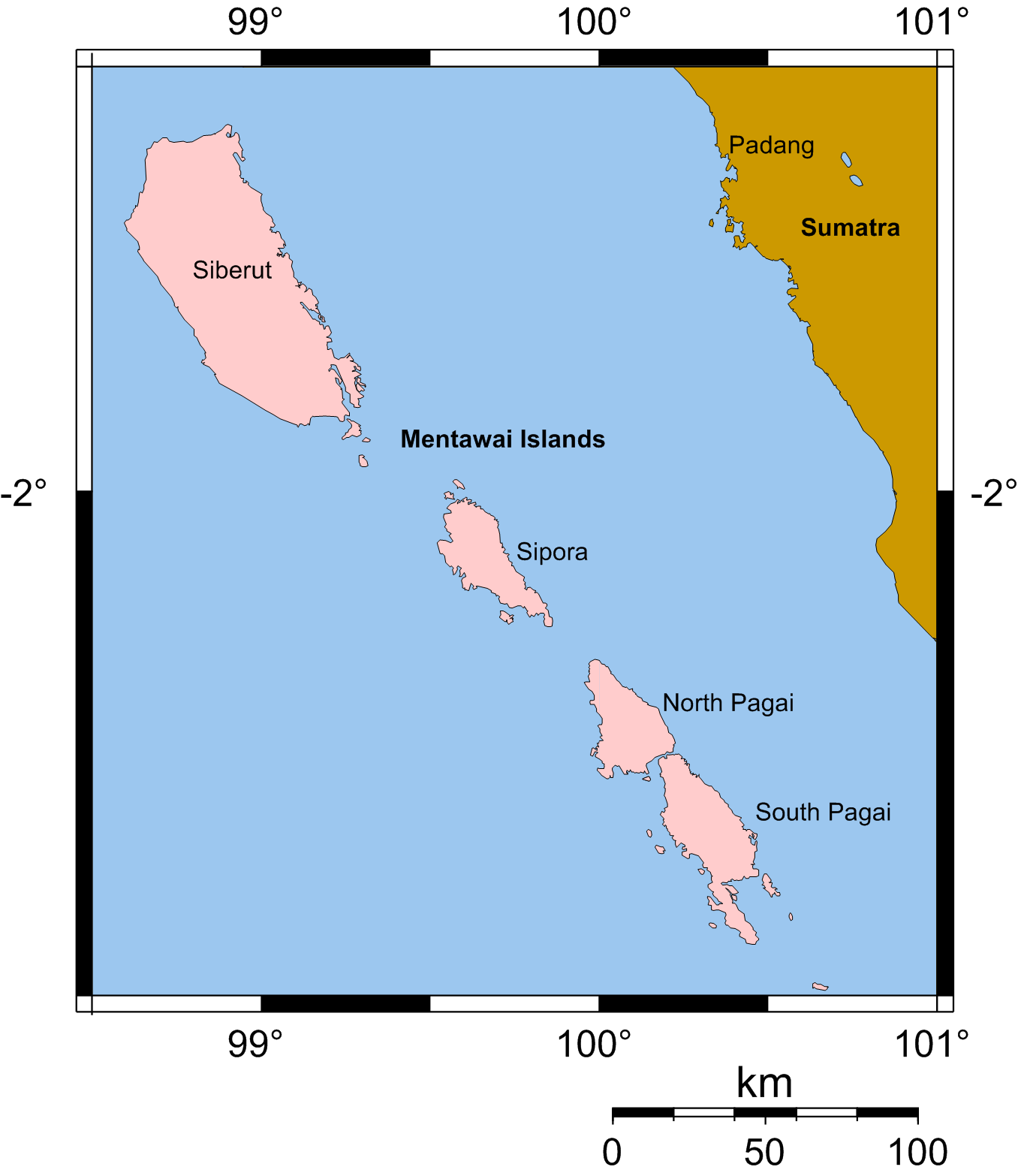
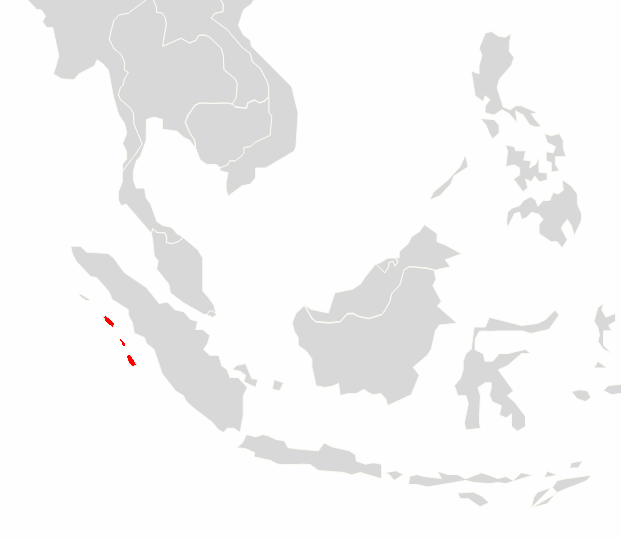

## Phân loài
- Chi Simias 
  - Simias concolor
    - Simias concolor concolor
    - Simias concolor siberu